# 保育所

1960年代の東京の保育所

保育所（ほいくしょ、ほいくじょ、Nursery center）は、保護者が働いているなどの何らかの理由によって保育を必要とする乳幼児を預かり、保育することを目的とする通所の施設。日本では、児童福祉法第7条に規定される「児童福祉施設」となっている。本項では、日本の保育所について解説する。
施設名を「○○保育園」とする場合も多いが、あくまでも「保育園」は通称であり、同法上の名称は「保育所」である。
なお、市区町村の条例で施設名を○○保育園と定める例がある。

## 概要
保育所における保育では、養護と教育が一体となって展開される。ここでいう「養護」とは、子どもの生命の保持及び情緒の安定を図るために保育士等が行う援助や関わりであり、「教育」とは、子どもが健やかに成長し、その活動がより豊かに展開されるための発達の援助である。ただし、「教育」に関しては、「義務教育及びその後の教育の基礎を培うものとしての満3歳以上の幼児に対する教育」は除かれている。
児童福祉法には、こども家庭庁が管轄する「児童福祉施設」として、保育所（認可保育所）を次の通り規定している。
- 保育所は、保育を必要とする乳児・幼児を日々保護者の下から通わせて保育を行うことを目的とする施設である。（第39条第1項）
  - 「乳児・幼児」とは、0歳から小学校入学前までの乳幼児。（第4条第1項）
- 第6条の3第7項の「保育」の定義中の「教育」の規定により、「義務教育及びその後の教育の基礎を培うものとしての満3歳以上の幼児に対する教育」は行わない。（幼稚園等で行われる）
- 例外的にそれ以上の年齢の児童を保育することもある。（第39条第2項）
- 社会福祉法では、第二種社会福祉事業として規定されており（第2条第3項）、地方自治体や社会福祉法人による経営が多い。

## 歴史

### 保育施設の誕生
社会的変動の進行により農村から都市へと農民が流入する一方、旧士族や旧職人層の分化が生 まれ、少しずつ形成されつつあったスラムと呼ばれる都市下層社会の一般的生活者、つまり、苦しい生活を余儀なくされた都市における新しい貧民層がつくられた。この対策として、1882 年に 貧困児童の為の学校とは異なる「遊戯場」、また、労働の為に子どもの養育が十分に行き届いてい ない母親の為の「簡易」な幼稚園として保育所の設立を文部省が奨励し、1887 年保育施設が誕生した。そして、1895 年には民間の力によって神戸に無料の善隣幼稚園が誕生し、その後、数々の貧困児童の為の保育施設が設立されていった。この中でも「貧困幼稚園」の典型として、1900 年 に二葉幼稚園（1916 年に二葉保育園と改称する。）が開設された。当時の保育時間は 1 日 7～8 時 間とし、保育内容を「遊嬉、唱歌、談話、手技」としていたが、主に遊戯・衛生・生活習慣などの生活指導に重点をおいた保育が行われていた。現在との違いとして、当時の園児は毎日一銭を持参し、うち五厘は本人の貯金の為、残り五厘は保育料としておやつ代に充てていた。また、1909 年に内務省はこれらの施設に助成金を交付し、これらを慈恵救済事業として組織化（この組織によって最初に創られたのは大阪市の鶴町託児所）し、米騒動以後に公立託児所の設置を行うなど 文部省の幼稚園とは異なる別系統の施設として位置づけられた。

#### 戦後の保育
1946 年の生活保護法を皮切りに教育基本法・ 学校教育法・児童福祉法等の制定実施や厚生省に児童局を労働省に婦人少年局がそれぞれ創設され、多くの法律の制定や局の創設が行われる一方、戦争によって創り出された母子家庭の生活苦は高まり、足手まといとなる幼児の子守の為学童は長欠不就学を余儀なくされ、保育所や母子寮は超満員となった。これらを嘆いた母は署名運動を起こし、保育所設置を叫び、こうした社会情勢の激変は多くの民間保育団体を結成していく引き金となった。幼稚園と保育所は幼保一元化を思考しながら二次的に制度化していった一方、保育をする上では困難を極めていた。文部省では戦後の施設の質的低下を取り戻す為、新しい教育の内容や方法に相応しい施設づくりに向けたモデル幼稚園を指定した。
一方、厚生省は依然として保育所を「保育に欠ける」ことが入所の絶対条件とし、救貧的な施設として捉えていた。保育所の保育は母親が家庭において日常的に子どもの世話をする保護養育の保育とし、幼稚園で行われている様な教育をする保育ではないという保育観を持続していた為、保育内容に積極的に介入しなかった。この状況を背景として、1953 年に日本の保育に科学的な観点を導入しようと幼稚園・保育所の保育者を主力として「保育問題研究会」が発足された。これにより保育問題は多くの国民の問題となり、保育所づくり運動も単なる増設ではなく保育時間の延長や保育内容・条件の改善要求などを含めた運動へと発展していった。

#### 高度経済成長～現在
70 年代には、地域の保育要求を組織すると共に、「国民的保育運動」 の形成の大切さを確認し、さらに運動の展開が図られていった。 そして、保育実践も次第に深まり始めた。今や幼稚園・保育園は国民生活に必要不可欠となり保育実践も着実に前進しつつある。幼稚園と保育園との制度的関係の改善や幼保一元化に向けての具体的な取り組みは緊急をようする課題であろう。

## 保育の内容および機能
児童福祉施設最低基準及び保育所保育指針に基づき、年齢や子どもの個人差などを考慮した上で保育を行う。内容としては、養護に相当する「生命の保持」及び「情緒の安定」、並びに教育に相当する5領域（「健康」、「人間関係」、「環境」、「言語」、「表現」）を根本にしている。保育所では、子どもの生活や遊びを通してこれらが相互に関連を持ちながら、総合的に展開される。
保育の方向、ねらい、季節、行事などを織り交ぜて一ヶ月の保育内容をまとめた月案、一週間の保育内容をまとめた週案、一日の保育の流れをまとめた日案を保育士が作成し、それらに沿って保育を進めていくのが一般的である。
保育可能な時間は、保育所や自治体により異なる。7時から19時までが一般的であるが、22時まで開所する例も増えている。盆休み・年末年始を開所するかどうかの対応も保育所や自治体により異なる。
少数ではあるが、放課後児童健全育成事業実施要綱に基づく放課後児童健全育成事業が保育所施設内で運営（2008年5月1日現在で放課後児童クラブ全体の5.5%）されている場合がある。
近年では地域の子育て支援センターが併設されているケースもあり、園庭開放やイベントや子育て相談を行っている。また入所していない児童を一時的に預かる一時保育も実施されている（詳細は保育の記事参照）。

## 保育所における「認可」と「認可外」

### 認可保育所
認可保育所とは、児童福祉法に基づき都道府県または政令指定都市または中核市が設置を認可した施設をいう。
認可保育所には、いわゆる認可保育所の他に、小規模認可保育所と夜間認可保育所があり、認可に際しては、児童福祉施設最低基準に適合している事の他に保育所の設置認可の指針 小規模保育所の設置認可の指針 夜間保育所の設置認可の基準の要件を満たす必要がある。
認可保育所に適用されている国の児童福祉施設最低基準をなくし、地方自治体の条例で定めることにするという法案が国会に提出され、議論が浮上している。

### 認可外保育施設
児童福祉法上の保育所に該当するが認可を受けていない保育施設は、「認可外保育施設」または「認可外保育所」と呼ばれ、設置は届出制である。無認可保育所と呼称されることもある。
地方自治体が定めた基準を満たしたいわゆる無認可保育所について、その地方自治体が独自に助成・監督等を行う場合があり、厚生労働省では地方単独保育事業と呼称する。例えば東京都では認証保育所と呼ばれるものである。

### 入所要件「保育を必要とする」とは
- 保護者の居宅外就労（フルタイム労働・パート労働・業としての農林漁業など）
- 保護者の居宅内労働（自営・内職など）
- 産前産後
- 保護者の傷病または心身障害
- 同居親族の介護
- 災害の復旧

があげられる。
母子・父子家庭福祉の観点からこれらの世帯に対して優先順位を設ける場合もある。
また、このほかにも下記の状態が入所要件としてあげられるが、その場合は入所の優先順位が低くなる（市町村の判断による）。
- 保護者が昼間の学校に通っているとき
- 保護者に就労の意思があり、求職活動をしているとき（1か月間を限度としている自治体もある）

かつて保育所への入所は「保育に欠ける」家庭への「措置」として扱われていたが、現行制度上は「契約」として成り立っている。

### 保育料
多くの自治体で、保育料は保護者の前年度の所得や所得税・住民税の課税状況と入所児の年齢から算定される。園児の入所時又は年度初めの年齢により3歳以上と3歳未満で区分する場合が多いが、「0歳児」「1, 2歳児」「3歳児」「4歳以上児」等の区分を設ける場合もある。同時に複数の子どもを保育所に入所させている場合は、入所児数に応じて保育料の減免が行われる場合が多い。

#### 納付方法等
納付方法は市区町村によって異なる。口座振替等で直接市町村に納付する方法を採用している市区町村もあれば、保育所が集金を実施する市町村もある。なお、児童福祉法では、保育料の未納を理由に児童を退所させることはできない。未納が発生した場合は、市町村等からの督促等により納付を促すが、近年の保育料の未納額の上昇により、給与等の差し押さえ等の法的手段を講じる自治体も多い。

### 年齢区分
入所日からその年度が終わるまでに子供の年齢が1歳上がっても年齢の区分が変わることはない。そのため生年月日が同じ子供でも年度途中などで入所した場合は保育料が異なったり、学級が異なったりする場合もある。

### 認可保育所の状況
厚生労働省の集計による2012年（平成24年）4月時点での保育所の状況
は、下記の通りである。
- 保育所数は23,711施設。
- 保育所定員数は2,240,178人。
- 利用児童数は2,176,802人
- 待機児童数は24,825人。
- 全体の利用率は34.2％。
- 3歳未満の利用率は25.3％。

保育所利用児童数は、1975年（昭和50年）の1,996,082人をピークとして少子化の進行により1994年（平成6年）まで減少傾向が続いていたが、1995年（平成7年）以降は上昇傾向に転じ、2004年（平成16年）に1,966,929人となり1975年（昭和50年）のピークを超えた。その後も更に増加を続けている。これは、1973年（昭和48年）生まれ（第2次ベビーブームのピーク）が5歳であった1978年（昭和53年）度をピークとして園児数が減り続けている幼稚園の状況と、1994年（平成6年）以前は類似していたが、1995年（平成7年）以降は明らかに異なる。

## 類似施設

### 幼稚園

#### 性格の違い
幼稚園は学校教育法による就学前教育施設であり、同法第1条に規定される「学校（一条校）」の一種である。したがって、保育所の管轄が厚生労働省であるのに対して、幼稚園の管轄は文部科学省である。指導は幼稚園教員が行う。3歳未満の子供は対象ではない。
幼稚園の始業時間は9時頃、終業時間は正午前または弁当日（給食日）にも14時前後である。ただし、近年は預かり保育（終業時間後に行われる保育）が多くの幼稚園で実施され、実質的終業時間は17時頃まで拡大されていることも多い。
立地面では、保育所は全ての用途地域で建設できるのに対して、幼稚園は学校としての規制により工業地域・工業専用地域では建設できない。

#### 職員の違い
幼稚園教員になるには、都道府県の教育委員会が発行する幼稚園教諭免許を必要とする。一方で、保育所では、国家資格である保育士資格が必要である。
保育園では、保育士の他に、零歳児保育特別対策事業として地方自治体が定める0歳児数毎に看護師または助産師が配置される場合がある。これは、幼稚園で配置する事が可能な養護教諭・養護助教諭に相当する。ただし、保育園の看護師や助産師は0歳児を対象としており、全年齢を対象としていない。

### 認定こども園
下記のことなどを理由として、認定こども園制度が2006年（平成18年）10月1日から開始された。認定こども園にはいくつかの類型があるが、このうち、保育所型認定こども園と、幼保連携型認定こども園の保育所部分は、本項でいう保育所に相当する。
- 保育所と幼稚園は一元化すべきであるという政策（幼保一元化）のため
  - 幼保一元化の理由としては、少子化が進む中、多数の幼稚園や保育所があると子供の成長に必要な規模の集団が確保されにくい場合があることが挙げられている
- 保護者が就労していない場合、保育所を利用できないこと
- 待機児童を解消するため
- 子育てについて不安や負担を感じている保護者への支援を充実させるため

#### 保育所との違い
- 保育所型こども園では、（都道府県知事が適当と認める人数・範囲で）保育に欠けていない子の受入れも行う。
- 幼保連携型（保育所部分）・保育所型では保育所保育指針に加えて幼稚園教育要領に沿った教育が行われる。
- 職員資格
  - 0 - 2歳児については、保育士資格保有者
  - 3 - 5歳児については、幼稚園教諭免許と保育士資格の併有が望ましいが、学級担任には幼稚園教諭免許の保有者、長時間利用児への対応については保育士資格の保有者を原則としつつ、片方の資格しか有しない者を排除しないよう配慮

## 宗教保育
保育所には、宗教法人が関与しているものが数多く存在する。日本おいては、特に仏教とキリスト教の宗教法人が保育事業を営んでいる場合が多く、二大宗教保育と呼ばれる。これは、古くから宗教施設が教育に参画してきた歴史的経緯によるものである。宗教保育においては、異色の保育が行われるというわけではなく、一般的な手法が用いられる場合が多い。教材の作成や人材育成については、日本仏教保育協会や日本キリスト教保育連盟といった団体が行っている。

## 課題

### 待機児童の状況
保育所の利用を希望しても定員超過のため受け入れられない待機児童が都市部を中心に問題となっている（例えば、川崎市では過員の受入も実施しているがそれでも申込みに対応しきれない）。
保育所の状況によると待機児童の多くは1-2歳児（全体の63.7%）が占めている。これは保育所の年齢別受入可能定員が3歳未満児は少ないためである。また、待機児童は関東（埼玉・東京・千葉・神奈川）と近畿（京都・大阪・兵庫）の7都府県及びその他の政令市・中核市で全体の77.7%を占めている。待機児童の多くは認可外保育施設に入所するみかけの待機児童と推定されており、認可外保育施設等にも入所できない真の待機児童は少ないと推定される。尚、地方自治体による統計では、自治体による補助を実施した認可外保育施設に入所する待機児童は待機児童数から除外する場合もある。2013年に政府と厚生労働省は2年後の2015年に全国の待機児童をゼロにする、数値と時期を明示した政策を発表した。横浜市は2013年4月1日時点での待機児童ゼロを達成したと発表した。

### 保育士の人材不足の現状
近年、待機児童解消のために大都市を中心に保育所の整備が進む中、保育士の深刻な人材不足といった新たな問題に直面している。保育所整備を進める上で大きな障害になることが予想される。

### 障害児の現状
依然としてわが国では、障害児が健常児の通う保育所や幼稚園から排除されている。一緒に保育してほしいと申し込むと断られる現実がある。学校も障害児と健常児が共に学ぶ体制になっていない。2007年度から始まった特別支援教育はまだ分離教育にとどまっている。むしろ逆に分離が一層進行している。
わが国では「障害」というものを「機能・形態障害」でとらえ、法的に「身体障害・知的障害・精神障害・発達障害」を規定しており、その原因となる障害の部分を治療し改善するしか方法はないという「医学モデル」的な観点を中心に実践する傾向にあった。そういった方法論では、当事者や家族への自己努力、自助努力に責任を転嫁してしまい、子供の全体をとらえた支援と社会参加への可能性を狭めてしまいかねない。保育に関わる専門職者の障害観によってはその子供と家族への重圧となることも可能性として考えられるのである。障害児・者の生活上の課題や問題の解決を図るために、保育という対人援助で大切なことは、いったん私たちがマイナスを見たところにプラスを見出し、失敗と感じたところに達成を見出すことを心がけるという「加点評価」の視点である。この視点が確立されなければ、子供の障害は減点の対象となり、ゆえに障害児・者は常に社会的排除・邪魔の対象として位置づけられてしまう。
現在、障害児を受け入れた場合の保育士の加配について、財政的な充実が図られようとしている。しかし、障害児3人に保育士1人や、障害児1人に保育士1人といったように、自治体によってその基準が異なっているのである。保育士の力量が経験の問題、また障害の程度や種類にもよるが、そこでの子供あるいは保育集団にあった人員配置がなされることが望ましい。これには財源の問題なども絡んでくるが、人間の尊重を第一に考えて、その子供の発達や成長を支えていく最前線にある保育としては、サービスの質を落とすことはできず、それを支えていく柔軟な仕組みを考えていかねばならない。

### 事件
保育所においても、児童性的虐待などの事件が発生することがある。特に男性保育士は保育士登録を取り消される割合が高く、女性保育士の20倍以上となっている。

### その他
保育所や幼稚園などの公式ウェブサイトやブログなどに、園児の水遊びや内科検診など、園児が裸になるシーンが含まれる写真が掲載されることがあり、これらが児童ポルノサイトなどに転載されたり、人工知能（AI）の学習データに取り込まれるなどする事例が相次いでいる。こども家庭庁と文部科学省などは2024年5月に、全国の保育所や幼稚園などに対し、園児の裸の写っている写真を掲載しないよう通知している。